# Ingenjör Andrées luftfärd (film)
Ingenjör Andrées luftfärd är en svensk dramafilm från 1982 i regi av Jan Troell, med Max von Sydow, Göran Stangertz och Sverre Anker Ousdal i huvudrollerna. Den handlar om Andrées polarexpedition 1897. Som förlaga till filmen användes Per Olof Sundmans roman Ingenjör Andrées luftfärd från 1967.
Filmen premiärvisades i S.A. Andrées hemstad Gränna på Gränna-biografen 26 augusti 1982 innan den visades på bio i Stockholm dagen därpå.
Filmen togs ut som svenskt bidrag till filmfestivalen i Venedig i september 1982, blev Oscarnominerad som bästa utländska film medan Jan Troell tilldelades tidskriften Chaplins pris "för ett gripande, precist och kinematografiskt originellt återuppväckande av några livsöden och en epok". För filminspelningen tillverkades en kopia av luftballongen Örnen. Troell följde upp filmen om Andrées polarexpedition med dokumentärfilmen En frusen dröm (1997).

## Rollista i urval
| Max von Sydow       | – Salomon August Andrée          |
| Göran Stangertz     | – Nils Strindberg                |
| Sverre Anker Ousdal | – Knut Fraenkel                  |
| Clément Harari      | – Henri Lachambre                |
| Eva von Hanno       | – Gurli Linder                   |
| Charlotta Larsson   | – Anna Charlier                  |
| Jan-Olof Strandberg | – Nils Ekholm                    |
| Henric Holmberg     | – G.V.E. Svedenborg              |
| Ulla Sjöblom        | – Andrées syster                 |
| Mimi Pollak         | – Mina Andrée                    |
| Cornelis Vreeswijk  | – Lundström                      |
| Ingvar Kjellson     | – Alfred Nobel                   |
| Bruno Sörwing       | – Oscar II                       |
| Knut Husebø         | – Fridtjof Nansen                |
| Åke Wihlney         | – kaptenen                       |
| Berto Marklund      | – skeppsläkaren                  |
| Mårten Larsson      |                                  |
| Jakob Setterberg    | – Salomon August Andrée som barn |